# NGC 137
NGC 137 (другие обозначения — UGC 309, MCG 2-2-17, ZWG 434.19, KARA 25, PGC 1888) — линзообразная галактика (тип S0) в созвездии Рыб.
Этот объект входит в число перечисленных в оригинальной редакции «Нового общего каталога».

## Свойства
Галактика открыта Уильямом Гершелем 23 ноября 1785 года. Она имеет угловые размеры 1,3′×1,3′, видна почти перпендикулярно лучу зрения как круглый размытый объект с ярким маленьким ядром. Фотографическая звёздная величина 13,75m. Лучевая скорость равна 5397 км/с. Расстояние до галактики приблизительно 245 млн световых лет, линейный диаметр 91 тыс. световых лет.
Входит под номером 25 в каталог изолированных галактик Караченцевой, изданный в 1973 году, однако в более поздней публикации определена как входящая в группу галактик.

## Культурное влияние
Одна из композиций в альбоме Nébuleuses канадского музыкального дуэта Beta Lyræ (исполнители Cléo Palacio-Quintin и Terri Hron), вышедшем в 2014 году, носит название «NGC137».